# 紺野和也
紺野 和也（こんの かずや、1997年7月11日 - ）は、埼玉県吉川市出身のプロサッカー選手。Jリーグ・アビスパ福岡所属。ポジションはミッドフィールダー（MF）。

## 来歴
C.A.ALEGRE、武南高等学校を経て、法政大学へ進学。3年次の全日本大学サッカー選手権大会（インカレ）ではチームの42年ぶりの優勝に導く活躍が評価され、ベストMF賞を受賞した。
ヴィッセル神戸、北海道コンサドーレ札幌も獲得に興味を示したが、2019年2月に2020年からのFC東京へ加入が内定した。同年3月に特別指定選手に承認され、同月23日のJ3第3節・藤枝MYFC戦でJリーグデビュー。同年6月、ユニバーシアード日本代表に選出された。
2020年2月18日、ACL第2節のパース・グローリーFC戦で途中交代からプロデビューを果たした。2021年11月27日、J1リーグ第37節のサンフレッチェ広島戦でプロ初ゴールを決めた。
2023年、アビスパ福岡へ完全移籍。11月4日、Jリーグカップの決勝・浦和レッズ戦では2アシストの活躍で初優勝に貢献した。

## 所属クラブ
- 2004年 - 2008年 柏の葉FC
- 2008年 - 2009年 吉川ホワイトシャークサッカースポーツ少年団
- 2010年 - 2012年 CLUB ATLETICO ALEGRE
- 2013年 - 2015年 武南高等学校
- 2016年 - 2019年 法政大学
  - 2019年3月 - 同年12月 FC東京（特別指定選手）
- 2020年 - 2022年 FC東京
- 2023年 - アビスパ福岡

## 個人成績
| 国内大会個人成績 | 国内大会個人成績 | 国内大会個人成績 | 国内大会個人成績 | 国内大会個人成績 | 国内大会個人成績 | 国内大会個人成績 | 国内大会個人成績 | 国内大会個人成績 | 国内大会個人成績 | 国内大会個人成績 | 国内大会個人成績 |
| 年度             | クラブ           | 背番号           | リーグ           | リーグ戦         | リーグ戦         | リーグ杯         | リーグ杯         | オープン杯       | オープン杯       | 期間通算         | 期間通算         |
| 年度             | クラブ           | 背番号           | リーグ           | 出場             | 得点             | 出場             | 得点             | 出場             | 得点             | 出場             | 得点             |
| 日本             | 日本             | 日本             | 日本             | リーグ戦         | リーグ戦         | リーグ杯         | リーグ杯         | 天皇杯           | 天皇杯           | 期間通算         | 期間通算         |
| ---------------- | ---------------- | ---------------- | ---------------- | ---------------- | ---------------- | ---------------- | ---------------- | ---------------- | ---------------- | ---------------- | ---------------- |
| 2019             | 法政大           | 8                | -                | -                | -                | -                | -                | 3                | 0                | 3                | 0                |
| 2020             | FC東京           | 38               | J1               | 9                | 0                | 0                | 0                | -                | -                | 9                | 0                |
| 2021             | FC東京           | 38               | J1               | 3                | 1                | 2                | 0                | 0                | 0                | 5                | 1                |
| 2022             | FC東京           | 17               | J1               | 30               | 2                | 3                | 0                | 2                | 0                | 35               | 2                |
| 2023             | 福岡             | 8                | J1               | 29               | 5                | 8                | 0                | 4                | 0                | 41               | 5                |
| 2024             | 福岡             | 8                | J1               | 37               | 6                | 2                | 0                | 1                | 0                | 40               | 6                |
| 2025             | 福岡             | 8                | J1               |                  |                  |                  |                  |                  |                  |                  |                  |
| 通算             | 日本             | 日本             | J1               | 108              | 14               | 15               | 0                | 5                | 0                | 128              | 14               |
| 通算             | 日本             | 日本             | 他               | -                | -                | -                | -                | 5                | 0                | 5                | 0                |
| 総通算           | 総通算           | 総通算           | 総通算           | 108              | 14               | 15               | 0                | 10               | 0                | 133              | 14               |

| 2019   | F東23  | 46     | J3     | 4 | 0 | 4 | 0 |
| 通算   | 日本   | 日本   | J3     | 4 | 0 | 4 | 0 |
| 総通算 | 総通算 | 総通算 | 総通算 | 4 | 0 | 4 | 0 |

- 2019年は特別指定選手

| 国際大会個人成績 | 国際大会個人成績 | 国際大会個人成績 | 国際大会個人成績 | 国際大会個人成績 |
| 年度             | クラブ           | 背番号           | 出場             | 得点             |
| AFC              | AFC              | AFC              | ACL              | ACL              |
| ---------------- | ---------------- | ---------------- | ---------------- | ---------------- |
| 2020             | FC東京           | 38               | 3                | 0                |
| 通算             | AFC              | AFC              | 3                | 0                |

出場歴
- Jリーグ初出場 - 2019年3月23日 J3第3節 vs藤枝MYFC（味の素フィールド西が丘）
- Jリーグ初得点 - 2021年11月27日 J1第37節 vsサンフレッチェ広島（エディオンスタジアム広島）

## タイトル

### クラブ
法政大学
- 全日本大学サッカー選手権大会：1回（2018年）
- 総理大臣杯全日本大学サッカートーナメント：1回（2017年）
- アミノバイタルカップ：1回（2018年）

FC東京
- Jリーグカップ：1回（2020年）

アビスパ福岡
- Jリーグカップ：1回（2023年）

### 代表
ユニバーシアード日本代表
- ナポリ大会（2019年）

### 個人
- 全日本大学サッカー選手権大会・ベストMF（2018年）

## 代表歴
- ユニバーシアード日本代表
  - 夏季ユニバーシアード（2019年）